# Peter Percival Elder
Peter Percival Elder (* 20. September 1823 in New Portland, Somerset County, Maine; † 19. November 1914 in Ottawa, Kansas) war ein US-amerikanischer Politiker. Zwischen 1871 und 1873 war er Vizegouverneur des Bundesstaates Kansas.

## Werdegang
Peter Elder besuchte die öffentlichen Schulen seiner Heimat und unterrichtete danach als Lehrer. Im Jahr 1857 zog er in das Kansas-Territorium, das zu jener Zeit von blutigen Kämpfen zwischen Anhängern und Gegnern der Sklaverei heimgesucht wurde. Elder war er Gegner dieser Institution. Er war am Aufbau des dortigen Franklin County beteiligt. Politisch wurde er Mitglied der Republikanischen Partei. Im Jahr 1859 war er als Clerk beim territorialen Repräsentantenhaus angestellt. Nach dem Beitritt Kansas’ zur Union wurde er Mitglied im dortigen Senat. Während des Bürgerkrieges wurde er von der Bundesregierung damit beauftragt, die heimischen Indianerstämme der Union gegenüber freundlich zu stimmen und einige Indianer sogar für das Heer der Union zu gewinnen. 1865 zog er nach Ottawa; im Jahr 1868 wurde er erneut in den Senat von Kansas gewählt und 1870 war er Staatsvorsitzender seiner Partei.
1870 wurde Elder an der Seite von James Madison Harvey zum Vizegouverneur von Kansas gewählt. Dieses Amt bekleidete er zwischen dem 9. Januar 1871 und dem 13. Januar 1873. Dabei war er Stellvertreter des Gouverneurs. Zwischen 1875 und 1877 sowie nochmals im Jahr 1883 saß er als Abgeordneter im Repräsentantenhaus von Kansas. Im Jahr 1877 war er Präsident dieser Kammer. Zwischenzeitlich war er auch Bürgermeister von Ottawa. Peter Elder setzte sich auch erfolgreich für einen Eisenbahnanschluss seiner Heimat ein. Dabei wurde er Präsident dieser Eisenbahngesellschaft. Er war auch Präsident der First National Bank of Ottawa. Später widmete er sich mehr der Landwirtschaft und der Viehzucht. Im Jahr 1896 gründete er die Zeitung Ottawa Times, die er für einige Jahre herausgab. Er starb am 19. November 1914 in Ottawa.